# The New Age of Terror
The New Age of Terror è un album in studio del gruppo musicale thrash metal statunitense Hirax, pubblicato nel 2004 dall'etichetta discografica Mausoleum Records.

## Il disco
Il CD è uscito in Europa attraverso la Mausoleum Records e negli Stati Uniti tramite la Deep Six Records, che ne ha fornito anche una versione in vinile. Il 33 giri europeo è stato invece pubblicato dalla TPL Records. L'album è stato ristampato nel 2008 dalla Thrash Corner Records in edizione limitata con l'aggiunta di un DVD bonus contenente materiale dal vivo e interviste. Nel 2015 è stato ristampato dall'etichetta Selfmadegod Records.
La canzone El Diablo Negro è una nuova versione di quella contenuta nell'omonimo EP del 2000.

## Tracce
1. Kill Switch – 37:15
2. Hostile Territory – 1:45
3. The New Age of Terror – 4:54
4. Swords of Steel – 3:59
5. Into the Ruins – 0:46
6. Massacre of the Innocent (strumentale) – 1:41
7. Hell on Earth – 4:23
8. Suffer – 3:38
9. El Dia de los Muertos – 2:13
10. El Diablo Negro – 4:14
11. Unleash the Dogs of War – 5:56

## Formazione
Membri del gruppo
- Katon W. DePena − voce
- Dave Watson − chitarra elettrica
- Glenn Rogers − chitarra elettrica
- Angelo Espino − basso
- Jorge Iacobellis − batteria